# Intabulacja
Intabulacja – transkrypcja utworu wokalnego na instrument klawiszowy, lutnię lub inny chordofon szarpany; termin odnosi się przede wszystkim do utworów zapisanych w XIV−XVI wieku w tabulaturach.

## Zmiana znaczenia terminu w epoce baroku
W okresie renesansu głosy rozpisane były w księgach głosowych, każdy głos w osobnej księdze. Organiści musieli sami przygotowywać dla siebie materiał nutowy do akompaniamentu, kompilując go z ksiąg głosowych. Wielu muzykologów wskazuje ten moment jako źródło powstania tabulatury organowej. Pierwsze zabytki poświadczające o technice intabulacji to Codex Robertsbridge (ok. 1320) oraz Codex Reina. Pierwszym dużym źródłem intabulacji na instrument klawiszowy jest Codex Faenza z początku XV wieku.
Pojęcie tabulatury, czyli po włosku intavolatury, stosowano zamiennie z terminem intabulacji, intabolatury. Każdy bowiem utwór na instrument był przepisywany z repertuaru wokalnego, a przepisywanie wiązało się z nową, typowo instrumentalną notacją muzyczną.
Sytuacja zaczęła się zmieniać w XVI wieku. We Włoszech wydawano canzony, toccaty, wariacje i inne utwory na instrumenty klawiszowe podpisując je d′intavolatura, mimo że wiele z nich nie miało wzorców w kompozycjach wokalnych (m.in. wydana w Wenecji w 1507 roku lutniowa Intabulatura de lauto: libro primo Francesco Spinacino czy wydana w Neapolu w 1576 klawiszowa Intavolatura de cimbalo Antonio Valentego). Termin inwolatury (tabulatury) miał zwracać uwagę, że kompozycja zapisana jest nie w układzie partyturowym, gdzie każdy głos zapisany jest na osobnej pięciolinii – ale na dwóch pięcioliniach niezależnie od liczby głosów. Aranżacje instrumentalne utworów wokalnych przeprowadzano dość swobodnie – często pomijano w całości lub częściowo niewygodny dla wykonania instrumentalnego głos, regułą stało się dodawanie typowo instrumentalnych ozdobników, głosy łączono w akordy lub przeciwnie – rozbijano je tworząc pasaże. W efekcie jeśli nawet utwór nawiązywał do repertuaru wokalnego, zacierała się jego polifoniczność. W końcu kompozycje nazywane intawolacjami, tabulacjami itp. tak dalece odbiegały od źródeł wokalnych, że współczesnym pojęcie zaczęło kojarzyć się z utworami o charakterze wybitnie instrumentalnym.
Intabulatura, która pierwotnie oznaczała głosy przepisane z wokalnych ksiąg głosowych na instrument, już w XVI wieku mogła oznaczać coś zupełnie innego, tj. utwory pisane specjalnie na instrument. Przykładem tego może być wydana w 1517 roku przez Andrea Antico Frottole intabulate da sonare organi: libro primo. Tytuł miał sugerować, że frottole – chociaż jest to gatunek muzyki wokalnej – zostały napisane specjalnie na instrument klawiszowy. Również później pojęcie intawolacji, tabulacji, tabulatury, intabulacji oznaczało najczęściej przeznaczenie utworu lub jego sposób zapisu. W 1624 roku ukazał się zbiór utworów instrumentalnych Tabulatura nova Samuela Scheidta, zapisanych na dwóch pięcioliniach w sposób bardzo zbliżony do współczesnej notacji muzycznej.